# Coregone (araldica)
In araldica il coregone è un pesce presente soprattutto nell'araldica civica del nord Europa. 

## Posizione araldica ordinaria
Il coregone, come la maggior parte dei pesci, si rappresenta posto in fascia.

D'argento, all'abete di verde, alla campagna ondata dello stesso, caricata da un coregone d'argento (Honkilahti, Finlandia)
D'azzurro, al coregone saltante d'argento, illuminato, caudato e alettato di rosso, posto in banda, accostato da due stelle a sette raggi d'argento (Siikainen, Finlandia)
Di nero, al coregone d'argento cornato d'oro (Inari, Finlandia)